# Cor van Hout
Cornelis van Hout, detto Cor (Amsterdam, 18 agosto 1957 – Amstelveen, 24 gennaio 2003), è stato un criminale olandese, la mente del rapimento del magnate della birra Alfred Henry "Freddy" Heineken e del suo autista Ab Doderer il 9 novembre 1983.

## Biografia
Van Hout, soprannominato "Flip" (dal gioco del flipper), nacque ad Amsterdam. Nel 1974, iniziò la sua carriera criminale sfrattando violentemente degli squatters, per conto di proprietari immobiliari. Insieme alla sua banda, sarebbe stato coinvolto in una serie di rapine violente ad Amsterdam e dintorni. Fu il cervello dietro il sequestro di Freddy Heineken e del suo autista Ab Doderer, avvenuto il 9 novembre 1983.
Heineken e Doderer furono tenuti per tre settimane in un capannone nell'area portuale di Amsterdam. In seguito, van Hout fuggì a Parigi con l'amico, complice e futuro cognato Willem Holleeder (van Hout era fidanzato con una sorella di Holleeder, Sonja), città in cui furono entrambi arrestati ed estradati.
Tornato nei Paesi Bassi, van Hout venne condannato a 11 anni di reclusione.
Rilasciato nel 1991, riprese immediatamente la sua attività criminale, costituendo una banda che ebbe grandi interessi, tra l'altro, nell'industria del sesso.
Il 27 marzo 1996, all'età di 38 anni, sopravvisse a un attentato ad Amsterdam. Nel 1997, un nuovo piano per ucciderlo fu scoperto dalla polizia. Il 6 ottobre dello stesso anno, van Hout fu arrestato. Il 18 maggio 1998, fu condannato a 4 anni e mezzo di reclusione, ma venne rilasciato molto prima. La notte tra 20 e il 21 dicembre 2000, uscì illeso da un nuovo attentato, nel quale gli fu sparato contro numerose volte. Nell'aprile 2001, van Hout ricevette una richiesta di 1,7 milioni di fiorini dall'ufficio delle imposte, pari a circa 770.000 euro.

## Omicidio
Il 24 gennaio 2003 ad Amstelveen van Hout fu ucciso ed il concessionario di barche con cui si trovava, Robert ter Haak venne ferito gravemente e morì in seguito. Dopo l'omicidio, alcuni informatori hanno parlato alla polizia di Amsterdam dell'imprenditore immobiliare Willem Endstra (in affari con van Hout e Holleeder) come potenziale vittima. Endstra venne infatti assassinato nel 2004.
Nel marzo 2006, venne alla luce che Endstra avesse nominato Holleeder come mandante per l'omicidio di van Hout. Secondo Endstra, Holleeder aveva anche pianificato di rapire sua sorella Sonja (sposata con van Hout) e i suoi figli, per impedire loro di vendicarsi. Per allontanare i sospetti, Holleeder pagò 250.000 euro per il funerale di van Hout. Successivamente, attraverso la sorella, Holleeder rilevò una serie di proficue case di tolleranza, appartenute a van Hout e situate ad Alkmaar.
Il 17 aprile 2007, la polizia annunciò di avere due sospettati per l'omicidio di van Hout, già detenuti per altri motivi.
Cornelis van Hout è sepolto nel cimitero di Vredenhof ad Amsterdam.